# Bronte Barratt
Bronte Barratt (n. 8 februarie 1989, Brisbane, Queensland, Australia) este o înotătoare ce a reprezentat Australia, medaliată olimpică. A participat la 3 ediții ale Jocurilor Olimpice (2008, 2012, 2016) în care a câștigat două medalii de aur, două medalii de argint și o medalie de bronz.